# STANAG 4385

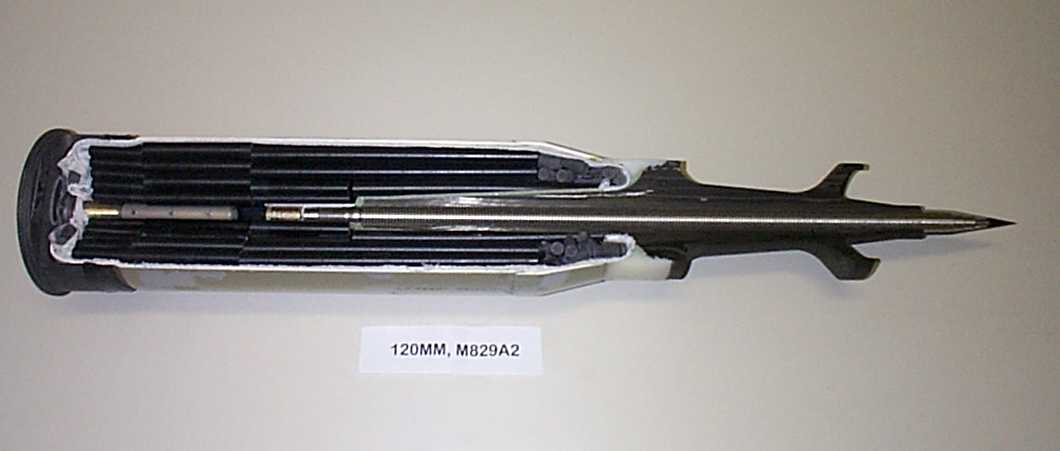
Eine aufgeschnittene M829A2-Patrone nach STANAG 4385

STANAG 4385 ist ein NATO-Standard zur Normung und damit Standardisierung von Munition für Glattrohrkanonen im Kaliber 120 mm. Die in diesem Standard beschriebene Munition hat das Kaliber 120 × 570 mm.

## Hintergrund und Technik
Die erste Glattrohrkanone in diesem Kaliber war die deutsche Rheinmetall 120-mm-Glattrohrkanone L/44, die in den 1970er- und 1980er-Jahren für den Kampfpanzer Leopard 2 entwickelt wurde. Die Standardisierung wurde erforderlich, als die US-Armee begann, die in Lizenz als M256 produzierte Kanone im M1A1 Abrams einzusetzen.
Mit dem Verkauf von Leopard-2- und Abrams-Kampfpanzern inner- und außerhalb der NATO erfuhr diese Kanone große Verbreitung in der „westlichen Welt“.
Später kam die Rheinmetall 120-mm-Glattrohrkanone auch bei der NATO nahestehenden Armeen wie den südkoreanischen Streitkräften zum Einsatz. Die 120-mm-Glattrohrkanone des israelischen Merkava-Kampfpanzers (ab Version Mark III) ist ebenfalls mit dem STANAG 4385 kompatibel, obwohl sie keine Lizenzfertigung der Rheinmetall-Kanone ist, sondern auf deren Basis entwickelt wurde. Auch der französische Leclerc besitzt eine Kanone, die Munition nach STANAG 4385 verschießen kann.
Für die Verwendung von Munition nach STANAG 4385 ist darüber hinaus entscheidend, dass die Kammergeometrie der Kanone dem Interface Control Document (ICD) entspricht.